# Asset-backed security
Asset-backed security, vaak afgekort tot ABS, is een financieel instrument dat wordt gefinancierd met de kasstroom gegenereerd uit een portefeuille van activa. Deze activa zijn verstrekt als zakelijk onderpand.
De activa worden samengevoegd om anders kleine en oneconomische investeringen rendabel te maken, terwijl ook het risico wordt verminderd door de onderliggende activa te diversificeren. Securitisatie stelt deze activa als investering beschikbaar aan een brede groep investeerders. Algemeen geldt dat gesecuritiseerde activa veelal illiquide van aard zijn.
De financiële activa opgenomen in de portefeuille van asset-backed securities, strekken zich uit van hypotheken en creditcardschulden tot debiteuren. Vaak wordt de term asset-backed security echter gebruikt in een engere betekenis.
Aangezien de markt voor effecten met een hypotheek als onderpand zeer groot is, worden deze effecten vaak gezien als een afzonderlijk groep. In dat geval wordt met het begrip asset-backed securities bedoeld, dat deze obligaties worden gedekt door financiële activa anders dan hypotheken.
Een belangrijk voordeel van asset-backed securities is dat zij een pool van financiële activa samenbrengen die anders in hun bestaande vorm niet eenvoudig konden worden verhandeld. Door een grote portefeuille van deze illiquide activa samen te voegen, kunnen zij worden omgezet in instrumenten die vrij kunnen worden aangeboden op de kapitaalmarkten.